# Uniunea de la Kalmar
Uniunea de la Kalmar a fost o uniune personală dintre statele europene nordice, reunind sub conducerea unui singur monarh trei regate: Danemarca, Suedia și Norvegia.
Această uniune, dominată în mare parte de Danemarca care a prosperat în această perioadă, colectând taxe de la navele care treceau prin strâmtorile controlate de ea, a durat din 1397 până în 1523.
Suedia a continuat lupta împotriva dominației daneze.
Această uniunea nu a durat foarte mult, iar în anul 1523 a fost desființată cu ocazia redobândirii independenței Suediei.
Această uniune nu a reușit să atingă gloria apusă a vikingilor, dar a fost o țară puternică care a controlat în toată existența ei Nordul Europei și zona de graniță dintre Europa și America de Nord (Groenlanda, Islanda și alte insule).